# Василівка (Березівський район)
Васи́лівка — село Миколаївської селищної громади у Березівському районі Одеської області в Україні. Населення становить 551 особу. Орган місцевого самоврядування — Олексіївська сільська рада.

## Історія
У 1930 році у Василівці вибухнуло селянське повстання проти радянської влади.
Під час організованого радянською владою Голодомору 1932—1933 років помер щонайменше 1 житель села.

## Населення
Згідно з переписом УРСР 1989 року чисельність наявного населення села становила 411 осіб, з яких 198 чоловіків та 213 жінок.
За переписом населення України 2001 року в селі мешкала 551 особа.

### Мова
Розподіл населення за рідною мовою за даними перепису 2001 року:
| Мова       | Відсоток |
| ---------- | -------- |
| українська | 88,02 %  |
| молдовська | 5,81 %   |
| вірменська | 4,54 %   |
| російська  | 1,27 %   |
| болгарська | 0,36 %   |